# La Bosse-de-Bretagne
La Bosse-de-Bretagne is een gemeente in het Franse kanton Bain-de-Bretagne dat behoort tot het departement Ille-et-Vilaine (regio Bretagne) en telt 510 inwoners (2005). De plaats maakt deel uit van het arrondissement Redon.

## Geografie
De oppervlakte van La Bosse-de-Bretagne bedraagt 10,2 km², de bevolkingsdichtheid is 50,0 inwoners per km².
De onderstaande kaart toont de ligging van La Bosse-de-Bretagne met de belangrijkste infrastructuur en aangrenzende gemeenten.

## Demografie
Onderstaande figuur toont het verloop van het inwonertal (bron: INSEE-tellingen).

1. ↑  Populations de référence 2022.